# Corylopsis sinensis
Corylopsis sinensis is een plant uit het geslacht schijnhazelaar (Corylopis) van de  toverhazelaarfamilie (Hamamelidaceae).
C. sinensis (sinensis betekent: afkomstig uit China) groeit in het wild in de bergen op 1300-2000 m hoogte. De struik kan fors worden, tot ongeveer vier meter hoog en breed, en heeft de grootste bloemtrossen van het geslacht. De bloei valt wat later dan van C. spicata, meestal in april, met als voordeel dat de bloemen minder kans hebben op beschadiging door vorst. De bloemen verspreiden een lichte zoete geur en zijn een welkome voedselbron voor insecten die al vroeg in het jaar actief zijn, zoals hommels. Takken van Corylopsis houden goed op de vaas en ook binnen komen de bloemen open.
C. sinensis f. veitchiana is een van de meerdere in Europa geïntroduceerde, Chinese schijnhazelaars door de plantenzoeker Ernest Henry Wilson en is genoemd naar zijn belangrijke opdrachtgever James Herbert Veitch van de gelijknamige kwekerijen.
Deze vorm blijft kleiner, heeft wat minder bloemen, met opvallend roodbruin gekleurde schutbladen.
... · C. pauciflora · C. sinensis · C. spicata · ...